# الصلول (همدان)

تعديل مصدري - تعديل

الصلول هي إحدى قرى عزلة ربع همدان بمديرية همدان التابعة لمحافظة صنعاء، يبلغ تعداد سكانها 148 نسمة حسب تعداد اليمن لعام 2004.